# Los Cabos Open
Il Los Cabos Open, conosciuto anche come Abierto Mexicano Los Cabos Open per motivi di sponsorizzazione, è un torneo di tennis facente parte del ATP Tour 250 giocato dal 2016 a Los Cabos, in Messico su campi in cemento. Il torneo, svoltosi dal 30 luglio al 5 agosto 2018, ha rimpiazzato il Colombia Open di Bogotà. Nel 2024 il torneo viene spostato nel mese di Febbraio, subito prima del "Sunshine Open", ovvero i due Masters 1000 americani che si giocano a Indian Wells e a Miami uno dopo l'altro.

## Albo d'oro

### Singolare
| Anno | Vincitore                             | Finalista                             | Punteggio                             |
| ---- | ------------------------------------- | ------------------------------------- | ------------------------------------- |
| 2016 | Ivo Karlović                          | Feliciano López                       | 7–6(5), 6–2                           |
| 2017 | Sam Querrey                           | Thanasi Kokkinakis                    | 6–3, 3–6, 6–2                         |
| 2018 | Fabio Fognini                         | Juan Martín del Potro                 | 6–4, 6–2                              |
| 2019 | Diego Schwartzman                     | Taylor Fritz                          | 7–6(6), 6–3                           |
| 2020 | Annullato per pandemia di Coronavirus | Annullato per pandemia di Coronavirus | Annullato per pandemia di Coronavirus |
| 2021 | Cameron Norrie                        | Brandon Nakashima                     | 6–2, 6–2                              |
| 2022 | Daniil Medvedev                       | Cameron Norrie                        | 7–5, 6–0                              |
| 2023 | Stefanos Tsitsipas                    | Alex de Minaur                        | 6–3, 6–4                              |
| 2024 | Jordan Thompson                       | Casper Ruud                           | 6–3, 7–6(4)                           |
| 2025 | Denis Shapovalov                      | Aleksandar Kovacevic                  | 6–4, 6–2                              |

### Doppio
| Anno | Vincitore                                 | Finalista                             | Punteggio                             |
| ---- | ----------------------------------------- | ------------------------------------- | ------------------------------------- |
| 2016 | Purav Raja Divij Sharan                   | Jonathan Erlich Ken Skupski           | 7–6(4), 7–6(3)                        |
| 2017 | Juan Sebastián Cabal Treat Conrad Huey    | Sergio Galdós Roberto Maytín          | 6–2, 6–3                              |
| 2018 | Marcelo Arévalo Miguel Ángel Reyes Varela | Taylor Fritz Thanasi Kokkinakis       | 6–4, 6–4                              |
| 2019 | Romain Arneodo Hugo Nys                   | Dominic Inglot Austin Krajicek        | 7–5, 5–7, [16–14]                     |
| 2020 | Annullato per pandemia di Coronavirus     | Annullato per pandemia di Coronavirus | Annullato per pandemia di Coronavirus |
| 2021 | Hans Hach Verdugo John Isner              | Hunter Reese Sem Verbeek              | 5–7, 6–2, [10–4]                      |
| 2022 | William Blumberg Miomir Kecmanović        | Marcelo Melo Raven Klaasen            | 6–0, 6–1                              |
| 2023 | Santiago González Édouard Roger-Vasselin  | Andrew Harris Dominik Koepfer         | 6–4, 7–5                              |
| 2024 | Max Purcell Jordan Thompson               | Gonzalo Escobar Oleksandr Nedovjesov  | 7–5, 7–6(2)                           |
| 2025 | Robert Cash James Tracy                   | Blake Bayldon Tristan Schoolkate      | 7–6(4), 6–4                           |